# Pasji trn (biljna vrsta)
Pasji trn (vučji trn, vučji pastrn, vukodržica; lat. Hippophae rhamnoides; sin.: Elaeagnus rhamnoides) biljna je vrsta iz obitelji Elaeagnaceae ili zlolesinovki. Zimzelen je trnovit grm visine između 1 do 6 metara, a može biti i u obliku guste šikare. Muški i ženski cvjetovi rastu na odvojenim grmovima.
Postoji i veliki broj kultiviranih odlika od kojih su neke samooplodne: Friesdorfer Orange, Dorana, Leikora, Auslese Rugen, Frugana, Novost Altaja, Dar Katuni, Obilnaja, Velikan, Vitaminnaja, Jantarnaja, Samorodok.
Uzgojem pasjeg trna kao voćke najranije se bavilo u bivšem Sovjetskom Savezu, već početkom pedesetih godina prošlog stoljeća (do danas je razvijeno više od 30 uzgojnih odlika) te u Njemačkoj Demokratskoj republici oko 1971. U ondašnjoj Zapadnoj Njemačkoj uzgoj je započeo desetak godina kasnije.
Plod je narančasto-crvene boje i vrlo bogat karotinom i vitaminima C, E (alfa-tokoferol) i F. Od pulpe pasjega trna proizvodi se ulje koje sadrži prirodne pigmente karotenoide, tokoferol, fitosterol i palitoleinske kiseline. Djeluje protuupalno i baktericidno te pomaže zacjeljivanju ožiljaka. Danas se biljka zbog svojih svojstava i naveliko uzgaja, najviše u Kini. U Europi su najveće uzgojne površine u Francuskoj i Njemačkoj.
U Hrvatskoj je samonikli pasji trn iznimno rijetka biljka, eventualno se nađe na obalama Drave, Mure i Dunava.

## Sadržaj vitamina u bobama
- Vitamin A (karotin) (4 – 8 mg/100 g)
- Vitamin B1 (0,02 - 0,04 mg/100 g),
- Vitamin B2 (0,03 - 0,05 mg/100 g)
- Vitamin B3 (2000 b)
- Vitamin B9 (0,8 mg/100 g)
- Vitamin E (5 – 15 mg/100 g)
- Vitamin C (200 – 900 mg/100 g, ovisi o sorti)
- Vitamin K (ca. 1 mg/100 g)

## Primjena u medicini
Listovi pasjeg trna nakupljaju tanine koji su aktivni princip lijeka – hiporamina koji ima antivirusno djelovanje. Dobiven iz listova hiporamin u obliku pastila upotrebljava se kao terapeutsko i profilaktičko sredstvo protivgripe (A i B), kao i u liječenju drugih akutnih respiratornih virusnih infekcija .
Ulje poptomaže zacjeljivanju rana te funkcionira kao analgetik, rabi se u liječenju psorijaze, Darierove bolesti, opeklina, ozeblina, ekcema, ulceroznog lupusa, slabo zacjeljujućih rana, pukotina, nekih bolesti očiju, uha, grla, kao vitaminski lijek za hipoglikemiju, beri-beri, s peptičkim ulkusom želuca i dvanaesnika, oštećenje tijela zračenjem, kao profilaktičko sredstvo za smanjenje generativnih promjena u sluznici jednjaka i želuca zbog terapije zračenjem tumora. Nadalje se pojavljuje u ginekološkoj praksi za kolpitis, endocervititis (cervicitis) i eroziju cerviksa.
Djeluje nutritivno, protuupalno, regenerirajuće i biostimulirajuće, uključen je u pripravke "Olazol", "Hypozol" i "Oblekol".
Sjemenke se rabe kao blagi laksativ. Izvana se plodovi i ulje upotrebljavaju protiv osipa, ekcema, pri liječenju rana koje dugo ne zacjeljuju, čireva, za bolesti ženskih reproduktivnih organa.
Njime se služe i u narodnoj medicini Rusije, Tibeta i Mongolije.
Rabi se i u kozmetičkoj industriji.

## Sinonimi
- Argussiera rhamnoides (L.) Bubani
- Hippophae angustifolia Dippel.
- Hippophae littoralis Salisb.
- Hippophae rhamnoidea St.-Lag. (Spelovana varijanta)
- Hippophae rhamnoides L.
- Hippophae sibirica Steud.
- Hippophae taurica Dippel
- Hippophaes rhamnoideum (L.) St.-Lag.
- Osyris rhamnoides (L.) Scop.
- Rhamnoides hippophae Moench

## Vanjske poveznice
- The Ultimate Plant Based Omega Source